# Donald Woods (Schauspieler)
Donald Woods (* 2. Dezember 1906 in Brandon, Manitoba, Kanada als Ralph Lewis Zink; † 5. März 1998 in Palm Springs, Kalifornien, USA) war ein kanadisch-US-amerikanischer Schauspieler.

## Leben
Ralph Lewis Zink war gebürtiger Kanadier mit deutschen Wurzeln. Er wuchs in Burbank nahe Los Angeles auf und besuchte als Student die University of California in Berkeley. Bereits 1928 hatte er seine erste kleine Filmrolle, doch danach konzentrierte sich der Jungschauspieler mit dem Künstlernamen Donald Woods zunächst auf das Theater und sammelte dort Schauspielerfahrungen. Zudem wirkte er an Radioproduktionen mit.
1934 drehte er seinen zweiten Film und schaffte in der Folgezeit schnell den Durchbruch. Noch im selben Jahr spielte er an der Seite von Bette Davis die männliche Hauptrolle in William Dieterles Kriminalfilm Nebel über Frisco. In der Dickens-Verfilmung Flucht aus Paris verkörperte Woods im Jahr 1935 in einer größeren Nebenrolle den aristokratischen Geliebten von Elizabeth Allan; ein Jahr später spielte er in Ein rastloses Leben (1936) neben Olivia de Havilland und Frederic March einen Bankier und Freund von Marchs Hauptfigur. Größere Nebenrollen hatte er ebenfalls im Kriegsfilm Watch on the Rhine (1943), erneut neben Bette Davis, und in der Komödie Der Wundermann (1945) an der Seite von Danny Kaye. Während er sich in diesen größeren Filmproduktionen fast immer mit Nebenrollen oder der zweiten Hauptrolle hinter dem Hauptstar begnügen musste, war der dunkelhaarige, gutaussehende Darsteller in vielen heute weitgehend vergessenen B-Filmen auch mit Hauptrollen betraut. In den 1940er-Jahren spielte er in zahlreichen B-Western und Kriminalfilmen, er selbst beschrieb sich einmal als King of the B-Movies.
Ab den 1950er-Jahren wurde er ein regelmäßiger Fernsehdarsteller, unter anderem hatte er Gastauftritte in Serien wie Bonanza, 77 Sunset Strip und Hawaiian Eye. Hauptrollen übernahm er in den Fernsehserien Craig Kennedy, Criminologist (1952) und Tammy, das Mädchen vom Hausboot (1965–1966), letztere Sitcom lief auch sehr erfolgreich im deutschen Fernsehen. Hingegen war er im Kino in den 1950er- und 1960er-Jahren nur noch selten zu sehen, einen seiner letzten Filmauftritte hatte er in einer kleinen Rolle in dem Western Der Marshal neben John Wayne. Nach einer Gastrolle in der Serie The Mississippi beendete er 1984 seine Schauspielkarriere. In über einem halben Jahrhundert hatte er an rund 140 Film- und Fernsehproduktionen mitgewirkt. In späteren Jahren betätigte er sich neben seiner Schauspielkarriere auch erfolgreich als Immobilienmakler in Palm Springs.
Sein jüngerer Bruder Clarence Russell Zink (1913–2009) war unter dem Namen Russ Conway ebenfalls als Schauspieler tätig. Donald Woods verstarb 1998 im Alter von 91 Jahren in Kalifornien. Er und seine Jugendliebe Josephine von der Horck waren von 1933 bis zu seinem Tod – also 66 Jahre lang – verheiratet gewesen. Sie hatten zwei Kinder. Der Schauspieler wurde auf dem Forest Lawn Cemetery in Cathedral City beigesetzt.

## Filmografie (Auswahl)
- 1928: Motorboat Mamas (Kurzfilm)
- 1934: As the Earth Turns
- 1934: Nebel über Frisco (Fog Over Frisco)
- 1934: Charlie Chan’s Courage
- 1934: Sweet Adeline
- 1935: The Case of the Curious Bride
- 1935: Stranded
- 1935: Flucht aus Paris (A Tale of Two Cities)
- 1935: Frisco Kid
- 1936: Louis Pasteur (The Story of Louis Pasteur)
- 1936: Ein rastloses Leben (Anthony Adverse)
- 1936: Isle of Fury
- 1936: Road Gang
- 1936: The White Angel
- 1937: Assistenzarzt Dr. Steven Brace (Once a Doctor)
- 1937: The Case of the Stuttering Bishop
- 1937: Charlie Chan am Broadway (Charlie Chan on Broadway)
- 1939: Beauty for the Asking
- 1939: The Girl from Mexico
- 1939: Mexican Spitfire
- 1942: Die Gaylords (The Gay Sisters)
- 1943: Corregidor
- 1943: Watch on the Rhine
- 1944: The Bridge of San Luis Rey
- 1944: Enemy of Women
- 1944: Hollywood-Kantine (Hollywood Canteen)
- 1945: Eine Frau mit Unternehmungsgeist (Roughly Speaking)
- 1945: God Is My Co-Pilot
- 1945: Der Wundermann (Wonder Man)
- 1945: Star in the Night (Kurzfilm)
- 1946: Tag und Nacht denk’ ich an Dich (Night and Day)
- 1946: Der Himmel voller Geigen (The Time, the Place and the Girl)
- 1947: Der Rebell von San Fernando (Bells of San Fernando)
- 1947: Die Rückkehr von Rin Tin Tin (The Return of Rin Tin Tin)
- 1949: Daughter of the West
- 1949: Sumpf des Verbrechens (Scene of the Crime)
- 1949: Liebe auch ohne Patent (Free for All)
- 1950: Bomba und der tote Vulkan (The Lost Volcano)
- 1950: Mr. Music
- 1952–1953: Craig Kennedy, Criminologist (Fernsehserie, 26 Folgen)
- 1953: Im Sattel geboren (Born to the Saddle)
- 1953: Panik in New York (The Beast from 20,000 Fathoms)
- 1956–1957: Crossroads (Fernsehserie, 4 Folgen)
- 1957: Hotel Cosmopolitan (Fernsehserie, 167 Folgen)
- 1960: Menschen im Weltraum (Men Into Space, Fernsehserie, Folge 1x30)
- 1960: Der zweite Mann (The Deputy, Fernsehserie, Folge 1x37)
- 1960: Das unheimliche Erbe (13 Ghosts)
- 1960/1962: 77 Sunset Strip (Fernsehserie, 2 Folgen)
- 1961: Am Fuß der blauen Berge (Laramie, Fernsehserie, Folge 2x24)
- 1961: Noch fünf Minuten zu leben (Five Minutes to Live)
- 1962: Hawaiian Eye (Fernsehserie, Folge 3x33)
- 1964: Die Wilden Weiber von Tennessee (Kissin’ Cousins)
- 1965–1966: Tammy, das Mädchen vom Hausboot (Tammy, Fernsehserie, 22 Folgen)
- 1966: Der Schuß (Moment to Moment)
- 1966: Dimension 5
- 1966/1967: Verrückter wilder Westen (The Wild Wild West, Fernsehserie, 2 Folgen)
- 1967: Bonanza (Fernsehserie, Folge 8x27 Wein und Wasser)
- 1967: Tammy and the Millionaire
- 1968: Lassie (Fernsehserie, Folge 15x04)
- 1968: Istanbul Expreß (Istanbul Express, Fernsehfilm)
- 1969: Der Marshal (True Grit)
- 1971: Der Chef (Ironside, Fernsehserie, Folge 5x04 Der heiße Draht)
- 1971–1974: Owen Marshall – Strafverteidiger (Owen Marshall: Counselor at Law, Fernsehserie, 4 Folgen)
- 1972: Alias Smith und Jones (Alias Smith and Jones, Fernsehserie, Folge 2x19)
- 1974: Wenn Sally nicht wär’ (Dirty Sally, Fernsehserie, Folge 1x04)
- 1976: Catch Ferrari (Sweet Revenge)
- 1984: Mississippi (The Mississippi, Fernsehserie, Folge 2x17)